# Autophila coruscantis
Autophila coruscantis är en fjärilsart som beskrevs av Swinhoe 1885. Autophila coruscantis ingår i släktet Autophila och familjen nattflyn. Inga underarter finns listade i Catalogue of Life.